# Hotel de Lux
Hotel de Lux es una película dramática rumana de 1992 dirigida por Dan Pița. Ganó el León de Plata (Leone d'Argento) en el 49.ª Festival de Cine de Venecia. La película tiene una duración de 105 minutos e incluye a varios actores importantes del cine rumano. Irina Petrescu, Valentin Popescu y Ştefan Iordache son protagonistas clave de la película. La película fue seleccionada como la entrada rumana a la Mejor Película Internacional en los 65.ª Premios de la Academia, pero no fue aceptada como nominada.

## Sinopsis
Un joven y ambicioso jefe de sala (Valentin Popescu) intenta renovar el ambiente de un restaurante ubicado dentro de un hotel de lujo. Inexplicablemente, sus iniciativas despiertan la oposición de sus superiores. Pero al penetrar en la profundidad de las relaciones entre las personas involucradas en esta trama sale a la luz un tejido insidioso de mentiras que impiden el desarrollo de una vida normal y floreciente. El lugar del rodaje fue Casa Poporului (ahora Palacio del Parlamento), el edificio gigante de Bucarest.